# Wahlkreis Dresden 6 (1994–1999)
Der Wahlkreis  Dresden 6 war ein Landtagswahlkreis zu den sächsischen Landtagswahlen 1994 und 1999. Er hatte die Wahlkreisnummer 47. Das Wahlkreisgebiet umfasste 1994 das Dresdener Ortsamt Südvorstadt sowie die Stadtteile Leubnitz-Neuostra, Reick und Strehlen. Zur Landtagswahl 1999 blieb das Gebiet gleich, 
das Ortsamt Südvorstadt war allerdings mittlerweile in Ortsamt Plauen umbenannt worden.

## Wahl 1999
Die Landtagswahl 1999 fand am 19. September 1999 statt und hatte für den Wahlkreis Dresden 6 folgendes Ergebnis.
| Direktkandidat        | Partei          | Erststimmen in % | Zweitstimmen in % |
| --------------------- | --------------- | ---------------- | ----------------- |
| Andreas Lämmel        | CDU             | 50,3             | 54,4              |
| Harald Baumann-Hasske | SPD             | 10,3             | 08,6              |
| Barbara Lässig        | PDS             | 29,7             | 24,9              |
| Christiane Seewald    | GRÜNE           | 06,2             | 05,5              |
| Volker Zeppernick     | F.D.P.          | 01,9             | 01,0              |
|                       | BüSo            |                  | 00,2              |
|                       | DSU             |                  | 00,3              |
|                       | GRAUE           |                  | 00,6              |
|                       | REP             |                  | 01,0              |
| -                     | FP Deutschlands | -                | 00,0              |
| -                     | pro DM          | -                | 01,9              |
| -                     | KPD             | -                | 00,1              |
|                       | NPD             |                  | 01,0              |
| Hans-Jürgen Hempel    | Forum           | 01,6             | 00,3              |
| -                     | PBC             | -                | 00,2              |

Es waren 62.415 Personen wahlberechtigt. Die Wahlbeteiligung lag bei 66,7 %. Von den abgegebenen Stimmen waren 1,2 % ungültig. Als Direktkandidat wurde Andreas Lämmel (CDU) gewählt. Er erreichte 50,3 % aller gültigen Stimmen.

## Wahl 1994
Die Landtagswahl 1994 fand am 11. September 1994 statt und hatte folgendes Ergebnis für den Wahlkreis Dresden 6:
| Direktkandidat         | Partei      | Erststimmen in % | Zweitstimmen in % |
| ---------------------- | ----------- | ---------------- | ----------------- |
| Andreas Lämmel         | CDU         | 46,4             | 52,2              |
| Harald Baumann-Hasske  | SPD         | 25,1             | 12,7              |
| Holger Zastrow         | F.D.P.      | 04,4             | 01,4              |
| Klaus Gaber            | GRÜNE       | 18,7             | 06,9              |
|                        | DSU         |                  | 00,4              |
| Andreas Grell          | REP         | 02,1             | 01,0              |
|                        | Forum       | -                | 00,7              |
|                        | PDS         |                  | 24,7              |
|                        | SPS         | -                | 00,5              |
| Roswitha Donner-Krause | Dresden pur | 03,2             |                   |

Es waren 63.064 Personen wahlberechtigt. Die Wahlbeteiligung lag bei 63,4 %. Von den abgegebenen Stimmen waren 1,3 % ungültig. Als Direktkandidat wurde  Andreas Lämmel (CDU) gewählt. Er erreichte 46,4 % aller gültigen Stimmen.